# Țara sălbatică
Țara sălbatică (titlul original: în engleză The Wild Country) este un film de aventuri american, realizat în 1970 de regizorul Robert Totten, după cartea Little Britches a scriitorului Ralph Moody , protagoniști fiind actorii Steve Forrest, Vera Miles, Ron Howard și Jack Elam.

## Distribuție
- Steve Forrest – Jim Tanner
- Vera Miles – Kate Tanner
- Ron Howard – Virgil Tanner (creditat ca Ronny Howard)
- Clint Howard – Andrew Tanner
- Dub Taylor – Phil
- Jack Elam – Thompson
- Frank de Kova – Two Dog
- Morgan Woodward – Ab Cross
- Woodrow Chambliss – Dakota
- Karl Swenson – Jensen
- Mills Watson – Feathers